# جزيرة دامانغ
جزيرة دا مانغ داو الصينية ، حرفيا «جزيرة بيغ مانجو».هي جزيرة غير مأهولة قبالة الساحل الجنوبي لمقاطعة قوانغدونغ في جمهورية الصين الشعبية. وهي تقع في مصب نهر اللؤلؤ، بحر الصين الجنوبي، وعلى بعد 6 كيلومترات إلى الغرب من ميناء تشوهاي Gaolan المنطقة الاقتصادية وعلى بعد 4.5 شمال جزيرة Hebao وحوالي 100 كيلومترا غرب-جنوب غرب هونغ كونغ.
إداريا، هذه الجزيرة شبه الاستوائية ملك للمقاطعة على مستوى المدينة من تشوهاى، ويمكن أن تعتبر جزءا من ما يسمى ريفييرا الصيني. وتبلغ مساحة إجمالية تقدر ب 5.2 كيلومتر مربع، وهي بمثابة وجهة السياحة البيئية ومحطة البحوث لدراسة نظامها الإيكولوجي المحفوظة جيدا. فيهاأصناف عديدة من الأنواع النباتية والحيوانية النادرة في الغابات الاستوائية المطيرة. وتشمل 600 نوع من نباتات الزينة، مثل بودوكاربس و10 أنواع من الحيوانات البرية النادرة مثل الغزلان والقرود والسلاحف. اسمها مشتق من وفرة أشجار المانجو في الجزيرة.